# Курниаван, Эка
Эка Курниаван (род. 28 ноября 1975, Тасикмалая, Западная Ява) — индонезийский писатель и графический дизайнер, первый индонезиец, номинированный на Букеровскую премию.
Родился в городе Тасикмалая на острове Западная Ява, вырос в небольшом приморском посёлке Пангандарам. Изучал философию в Университете Гаджа Мада в Джокьякарте.
Его произведения переводились на более чем 24 языка.
Его роман 2002 года «Красота — это горе» (англ. Beauty is a Wound, индон. Cantik itu Luka), написанный в жанре магического реализма, включён в список 100 наиболее примечательных книг по версии The New York Times. Критики сравнивали его с произведениями Габриэля Гарсиа Маркеса и Харуки Мураками и называли автора величайшим индонезийским писателем со времён Прамудьи Ананты Тура. Роман 2004 года Man Tiger (индон. Lelaki Harimau) стал первой книгой индонезийского автора, попавшего в лонглист международного «Букера».
Обладатель премии Принца Клауса (2018).